# Cửa Nam, Vinh
Cửa Nam là một phường thuộc thành phố Vinh, tỉnh Nghệ An, Việt Nam.
Phường Cửa Nam có diện tích 1,98 km², dân số năm 1999 là 13.342 người, mật độ dân số đạt 6.738 người/km². 
Phường Cửa Nam nằm phía Tây thành phố Vinh (Nghệ An) có rất nhiều lợi thế trong phát triển kinh tế dịch vụ - thương mại và du lịch. Trên địa bàn phường, hệ thống giao thông phát triển mạnh, gồm đường sắt, đường bộ, đường thủy. Phường có Thành cổ, nhà thờ Cầu Rầm, chùa Cần Linh, khu thương mại, công viên giải trí… được mọi người ví như là một thành phố thu nhỏ, là điểm du lịch vô cùng hấp dẫn của nhân dân thành phố Vinh.

## Địa Lý
Phường Cửa Nam ban đầu hình thành gồm 8 khối: Khối 1, 2, 3, 4, 5, 6A, 6B, 7. Đến năm 2007 khối 6A đổi thành khối 6, khối 6B đổi thành khối 9, tách một phần từ khối 3 và 6 thành lập khối 8. Đến năm 2019 sát nhập 8 khối thành 4 khối gồm: Khối 1 và 4 thành khối 1; Khối 5 và khối 7 thành khối 5; Khối 6A và 6B thành khối 6, Khối 8 và khối 9 thành khối 4 khối 4.

## Kênh Nhà Lê
Phường Cửa Nam nằm bên tuyến kênh Nhà Lê, là tuyến đường thủy đầu tiên trong lịch sử Việt Nam từ kinh đô Hoa Lư đến Đèo Ngang và được xem là tuyến đường Hồ Chí Minh trên sông vì những đóng góp cho các cuộc chiến tranh của người Việt.